# بيغ براذر
بيغ براذر برنامج من فئة تلفزيون الواقع. يسلط الضوء على حياة مجموعة من الأشخاص مقيمون في منزل واحد ومعزولون تماماً عن العالم الخارجي. اخترعه الهولندي جون دي مول ويوزع من قبل شركة إندمول العالمية. ما زال يعرض في العديد من دول العالم، ويلقى نجاحاً كبيراً.

## فكرة البرنامج
تدور فكرته حول مجموعة متسابقين يعيشون سوياً لمدة 100 يوم في منزل منفصل عن العالم بني خصيصا للبرنامج، عليهم التأقلم على العيش في هذا المنزل الذي تفصلهم جدرانه عن الناس مع انعدام أي وسيلة للإتصال بالعالم الخارجي سواءً كان هاتفاً أم إنترنت. المنزل مجهز بكل ما يحتاجونه من أساسيات وكماليات، ما عدا وسائل الاتصال. وهو مزود أيضا بعدد كبير من الكاميرات والميكروفونات موزعة على جميع مرافق المنزل؛ فيتمكن المشاهدون من متابعة جميع الأحداث المثيرة التي تحدث في المنزل، وتفاصيل حياة المشتركين خلال فترة وجودهم في المنزل. ويقوم الجمهور بالتصويت كل أسبوع على الأشخاص الذين يرغبون ببقائهم. والذان يتحصلان على نسبة تصويت أقل يصبحان مهددين بالاستبعاد من البيت. ثم يجري التصويت مرة أخرى ليخرج صاحب النسبة الاقل ويبقى الآخر. هناك عدد كبير من القوانين التي يجب أن يتقيد بها المشتركون. من أهمها الانعزال التام عن العالم الخارجي؛ أي لا مكالمات هاتفية ولا رسائل إلكترونية مع الأقارب والأصدقاء، والمساهمة في اداء المهام والتحديات المقررة على مدار الساعة 7 أيام في الأسبوع. يحق للمشاركين ترك المنزل في أي وقت؛ لكن عند الخروج لا يمكن للمتسابق العودة.

## روابط خارجية
- بيغ براذر على موقع الموسوعة البريطانية (الإنجليزية)